# Grand Canyon Village
Grand Canyon Village – jednostka osadnicza w Stanach Zjednoczonych, w stanie Arizona, w hrabstwie Coconino.